# Ħaġar Qim

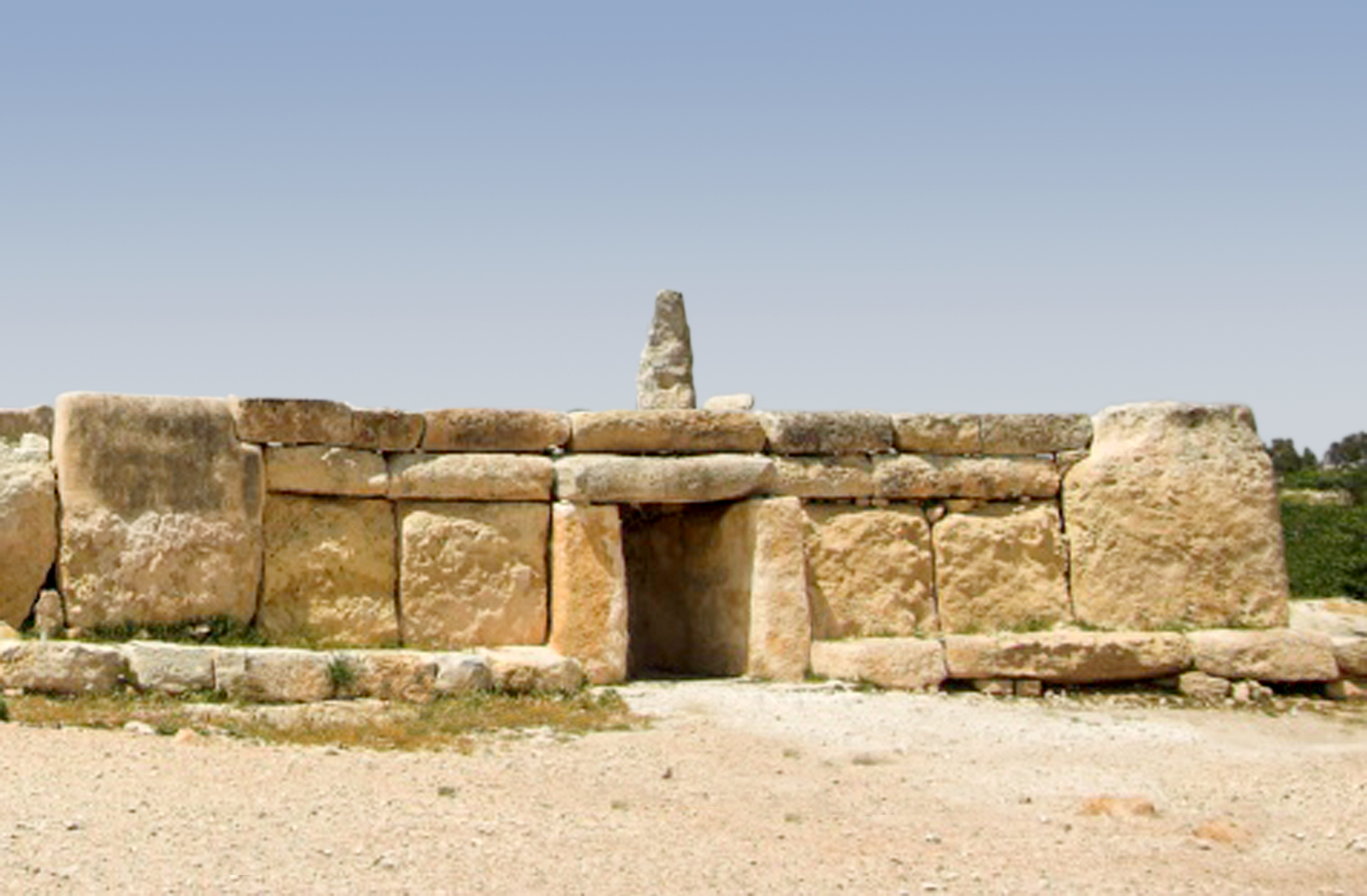
Hlavní vchod do centrálního chrámu komplexu v Ħaġar Qim (pohled z jihovýchodu)

Ħaġar Qim [chadžar im], psáno také Hagar Qim, patří k nejznámějším megalitickým chrámům na Maltě. Nachází se v Jižním regionu a vykopán a částečně opraven byl postupně v letech 1839–1909. Datuje se do tzv. tarxienské fáze (přibližně 3600–2500 př. n. l.). Areál je tvořen celkem 4 chrámy: největší, centrální (symbol celého komplexu) je uprostřed, orientovaný svou nejdelší osou z jihozápadu na severovýchod; ostatní jej v půlkruhu ze severu obklopují.

## Popis

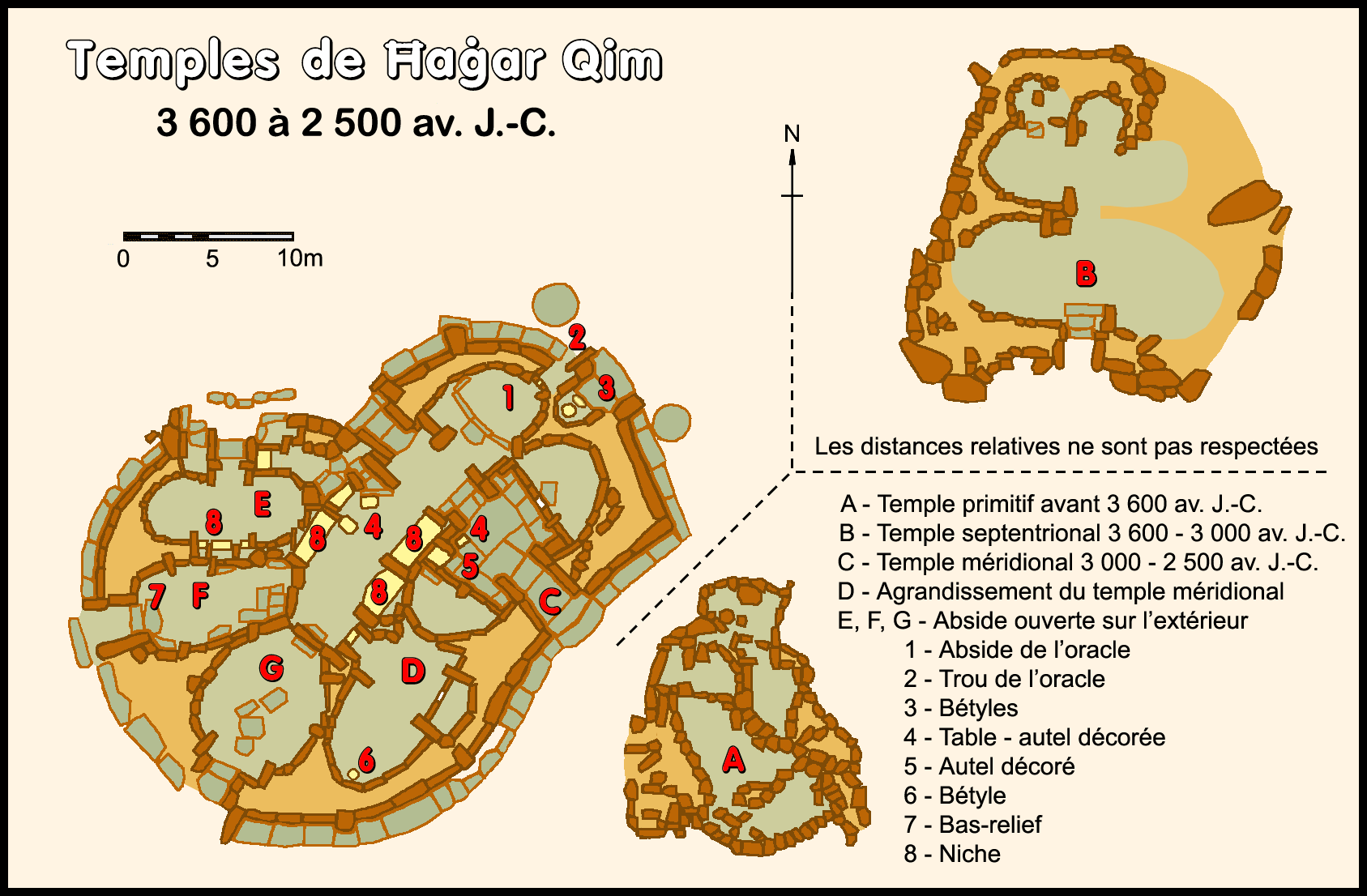
Plánek komplexu (nejmenší chrám, velmi špatně dochovaný, není zobrazen)

Chrámový komplex se nachází na jižním pobřeží ostrova Malta, na svahu mírně spadajícím k moři, oproti malému ostrůvku Filfla. Přibližně o 300 metrů dále k moři se nachází další megalitický chrám Mnajdra. Oba chrámy se nalézají v zcela nezastavěné, opuštěné části ostrova, což zvyšuje jejich působivost (oproti uprostřed města ležícímu Tarxienu). Všechny chrámy jsou zbudovány (stejně jako i ostatní na Maltě) z mohutných monolitických ortostatů, kladených užší stranou vedle sebe (stěny) anebo naležato, širší stranou na sebe (překlady vchodů, popř. vrcholová zakončení stěn – náběhy přečnělkových kleneb?).
V centrálním, nejlépe dochovaném a nejmonumentálnějším chrámu se na jeho severovýchodním nároží nalézá vůbec největší monolit, jaký kdy byl použit na megalitických maltských stavbách: vysoký 3 metry a dlouhý přes 6 metrů váží, odhadem, kolem 57 tun! Jiný monolit měří na výšku cca 5,2 metru.
Bylo zde nalezeno větší množství sošek tzv. tlustých kněžek/dam (anglicky fat ladies), z nichž nejznámější je Venuše maltská. Značná část těchto typických sošek je však nejasného pohlaví.
Další dva chrámy, poměrně velký severní (nejstarší ze všech) a menší severovýchodní, jsou rovněž v dobrém stavu. Nejhůře se dochoval nejmenší z chrámů, situovaný na severozápad od hlavního.
Náboženský chrámový komplex Hagar Qim je celoročně přístupný. Ideální dobou pro jeho návštěvu jsou zimní měsíce, kdy jsou přijatelnější teploty než v horkém letním období. Od roku 2009 je komplex zastřešen velkým stanem. Archeologicky velmi významných lokalit je na Maltě a sousedním Gozu více.